# Andronik Mohylnyćkyj
Andronik Mohylnyćkyj (polska forma Andronik Mogilnicki, zm. krótko przed 18 maja 1912 w Dolinie) – ukraiński prawnik oraz polityk (ruski narodowiec), adwokat we Lwowie, poseł do Sejmu Krajowego Galicji VIII kadencji (1901–1907). Zdobył naukowy stopień doktora.
W 1897 jako ruski (ukraiński) radykał bez powodzenia kandydował na posła (członka Izby deputowanych) do austriackiej Rada Państwa (Reichsratu) w Wiedniu IX kadencji z IV kurii (gmin wiejskich) w okręgu wyborczym Brody – Kamionka Strumiłowa, gdy zwyciężył go dotychczasowy poseł Ołeksandr Barwinski, który otrzymał 380 głosów wyborców z 502.
W 1901 został wybrany w IV kurii (gmin wiejskich) okręgu wyborczego Rohatyn, otrzymawszy 91 głos wyborców ze wszystkich 164 oraz zwyciężywszy innego kandydata, dotychczasowego posła Mikołaja Torosiewicza. Złożył mandat w 1903, ale 14 czerwca 1904 został wybrany powtórnie.